# Iestyn ap Gwrgant
Iestyn ap Gwrgant [ˈjɛstɪn ap ˈgʊrgant] (ou Jestyn ap Gwrgant) (en anglais: Justin, son of Gwrgant) (vers 1045 – 1093) est le dernier souverain du royaume gallois de Morgannwg, qui comprenait les comtés modernes de  Glamorgan et de Monmouthshire.

## Origine
Iestyn ap Gwrgant est le dernier roi de la maison de Morgannwg, dont l'ancienneté remontait à cinq siècles jusqu'à Tewdrig (c. 550–584). Les membres de cette famille royale s'étaient alliés aux autres lignages royaux du pays de Galles par mariage et ils étaient eux aussi des descendants de Rhodri Mawr. Iestyn ap Gwrgant appartient à une lignée mineure de la dynastie : il est le petit-fils d'Ithael, un fils cadet de Owain ap Morgan. On estime que le centre du pouvoir de la famille de Iestyn ap Gwrgant se trouvait à Dinas Powis, au sud-ouest de  Cardiff.

## Règne
Iestyn prend le pouvoir après la mort de Caradog ap Gruffydd et contrôle sans doute le Morgannwg pas plus d'une décennie (vers 1081–1090) mais il est à l'origine de la construction de châteaux dans les régions de Cardiff et Kenfig. Il semble qu'il ait proposé ses services au normand Robert FitzHamon seigneur de Gloucester contre Rhys ap Tewdwr de Deheubarth. Toutefois, selon la tradition populaire, Iestyn, après une dispute avec un rival légendaire nommé Einion ap Collwyn, invite Robert FitzHamon et douze chevaliers à s'installer dans la région pour combattre son adversaire. Naturellement ces deniers une fois sur place refusent de se retirer. Il est déposé vers 1090 par Robert FitzHamon, qui établit une seigneurie centrée sur Cardiff et ensuite conquiert le bas-pays de Glamorgan c'est-à-dire la vallée de Glamorgan, qui est répartie entre ses vassaux. Iestyn se retire au prieuré de Llangenydd en Gower où il meurt à une date incertaine probablement en 1093
La partie montagneuse du Glamorgan demeure sous le contrôle des Gallois. Caradog ap Iestyn, le fils ainé  Iestyn ap Gwrgant, est le seul seigneur gallois à conserver des terres dans le bas-pays de Glamorgan après sa conquête par FitzHamon. Il garde le territoire situé entre la Neath (en) et l'Afan (en) et ses héritiers sont connus sous comme les « seigneurs d'Afan ». Sa descendance comprend la famille Williams d'Aberpergwm

## Postérité
D'une épouse inconnue Iestyn ap Gwrgant laisse au moins quatre fils:
- Caradog ap Iestyn qui épouse Gwaldus une fille de Gruffydd ap Rhys
- Rhys seigneur de Ruthin
- Madedudd seigneur de Meisgyn
- Owain

## Sources
- (en) Cet article est partiellement ou en totalité issu de l’article de Wikipédia en anglais intitulé « Iestyn ap Gwrgant » (voir la liste des auteurs).
- (en) Timothy Venning The Kings & Queens of Wales Amberley Publishing, Stroud 2013  (ISBN 9781445615776) chapitre 6 « Rulers of the Silures/Morgannwg (Glamorgan) » p. 169.